# Cofidis, Solutions Crédits
Cofidis (código UCI: COF) es un equipo ciclista profesional de Francia, de categoría UCI WorldTeam. Participa en las carreras del UCI WorldTour tomando parte también de carreras de los Circuitos Continentales UCI (el europeo principalmente).

## Historia del equipo

### Primeros años
La creación del equipo se gestó en 1996, para su estreno en 1997. El director de la nueva escuadra Cofidis sería Cyrille Guimard, quien ya había sido director de corredores como Bernard Hinault en el pasado.
Guimard dejó su puesto en 1998, produciéndose varios cambios en la dirección de la formación: Alain Bondue se convirtió en el nuevo mánager general, mientras que Bernard Quilfen era el nuevo director deportivo.
En 1999, Alain Deloeuil tomó las riendas del equipo. Francis Van Londersele, ex adjunto de Deloeuil, se convirtió en director deportivo en 2002, reforzado por Alain Deloeuil, Bernard Quilfen y Lionel Marie como adjuntos.

### Ingreso en el ProTour

#### 2007
En la temporada 2007 logró un total de 14 victorias, destacando sobre todas ellas la lograda por Leonardo Duque en la Vuelta a España. También destacan la etapa de la Dauphiné Libéré de Bradley Wiggins y las 2 etapas en el Tour del Benelux, 1 de Michiel Elijzen y otra de Nick Nuyens.

#### 2008
En 2008 consiguió un total de 20 victorias, destacando sobre todas ellas las 2 victorias de etapa logradas en el Tour de Francia, 1 de Samuel Dumoulin y otra de Sylvain Chavanel, además de la victoria en la Vuelta a España de David Moncoutié. También son de destacar la victoria de etapa en la París-Niza y otra en la Volta a Cataluña de Sylvain Chavanel o la victoria de etapa en la Vuelta a Alemania de Stéphane Augé. Otras victorias son las 2 etapas en el Tour del Mediterráneo, 1 de Leonardo Duque y otra de Sylvain Chavanel, las 2 etapas en la Vuelta a Portugal de Rein Taaramäe, la Flecha Brabançona de Sylvain Chavanel o la etapa y la General de los Cuatro días de Dunkerque de Stéphane Augé. Además consiguió el campeonato nacional de Francia de contrarreloj a cargo de Sylvain Chavanel.

#### 2009: y adiós al ProTour
En marzo, Julien El Fares logró la primera victoria del equipo en 2009 al ganar la primera etapa de la Tirreno-Adriático. Poco después Rein Taaramäe ganó la clasificación de la montaña de la Vuelta al País Vasco y fue tercero en la general del Tour de Romandía. Taaramae se proclamó poco después Campeón de Estonia tanto en ruta como en contrarreloj.
David Moncoutié ganó una etapa en la Dauphiné Libéré. El equipo cerró su participación en el Tour de Francia sin lograr su objetivo de ganar una etapa.
En la Vuelta a España, Moncoutie ganó una etapa y la clasificación de la montaña.
El 29 de septiembre se anunció que al equipo no le sería renovada su licencia ProTour.

### Profesional Continental

#### 2010
En la Vuelta a España, David Moncoutié ganó una etapa y la clasificación de la montaña.

## Corredor mejor clasificado en las Grandes Vueltas
| Año  | Giro de Italia        | Tour de Francia         | Vuelta a España           |
| ---- | --------------------- | ----------------------- | ------------------------- |
| 1997 | -                     | 17.º Bobby Julich       | 30.º Bruno Thibout        |
| 1998 | -                     | 3.º Bobby Julich        | 17.º David Plaza          |
| 1999 | -                     | 15.º Roland Meier       | 12.º Frank Vandenbroucke  |
| 2000 | -                     | 22.º Nico Mattan        | -                         |
| 2001 | -                     | 4.º Andrei Kivilev      | 13.º Ínigo Cuesta         |
| 2002 | -                     | 13.º David Moncoutié    | 15.º Guido Trentin        |
| 2003 | -                     | 15.º Massimiliano Lelli | 10.º Luis Pérez Rodríguez |
| 2004 | -                     | 34.º David Moncoutié    | 9.º Luis Pérez Rodríguez  |
| 2005 | 14.º Daniel Atienza   | 44.º Cédric Vasseur     | 16.º Daniel Atienza       |
| 2006 | 16.º Iván Parra       | 41.º Iván Parra         | 10.º Luis Pérez Rodríguez |
| 2007 | 13.º Iván Parra       | Abandonó                | 11.º Maxime Monfort       |
| 2008 | 111.º Damien Monier   | 14.º Amaël Moinard      | 8.º David Moncoutié       |
| 2009 | -                     | 36.º Sébastien Minard   | 18.º Amaël Moinard        |
| 2010 | 63.º Leonardo Duque   | 25.º Julien El Fares    | 12.º David Moncoutié      |
| 2011 | -                     | 11.º Rein Taaramäe      | 37.º David Moncoutié      |
| 2012 | -                     | 36.º Rein Taaramäe      | 45.º Mickaël Buffaz       |
| 2013 | -                     | 9.º Dani Navarro        | 21.º Yoann Bagot          |
| 2014 | -                     | 31.º Luis Ángel Maté    | 10.º Dani Navarro         |
| 2015 | -                     | 43.º Luis Ángel Maté    | 30.º Dani Navarro         |
| 2016 | -                     | 55.º Luis Ángel Maté    | 22.º Luis Ángel Maté      |
| 2017 | -                     | 27.º Dani Navarro       | 24.º Luis Ángel Maté      |
| 2018 | -                     | 43.º Nicolas Edet       | 21.º Jesús Herrada        |
| 2019 | -                     | 20.º Jesús Herrada      | 18.º Nicolas Edet         |
| 2020 | 44.º Jesper Hansen    | 11.º Guillaume Martin   | 14.º Guillaume Martin     |
| 2021 | 110.º Simone Consonni | 8.º Guillaume Martin    | 9.º Guillaume Martin      |
| 2022 | 14.º Guillaume Martin | 40.º Ion Izagirre       | 53.º Davide Villella      |
| 2023 | 35.º Jonathan Lastra  | 10.º Guillaume Martin   | 28.º Rémy Rochas          |
| 2024 | 14.º Simon Geschke    | 13.º Guillaume Martin   | 15.º Guillaume Martin     |
| 2025 | 52.º Sergio Samitier  | 30.º Emanuel Buchmann   | Bandera de ?              |

## Material ciclista 2023

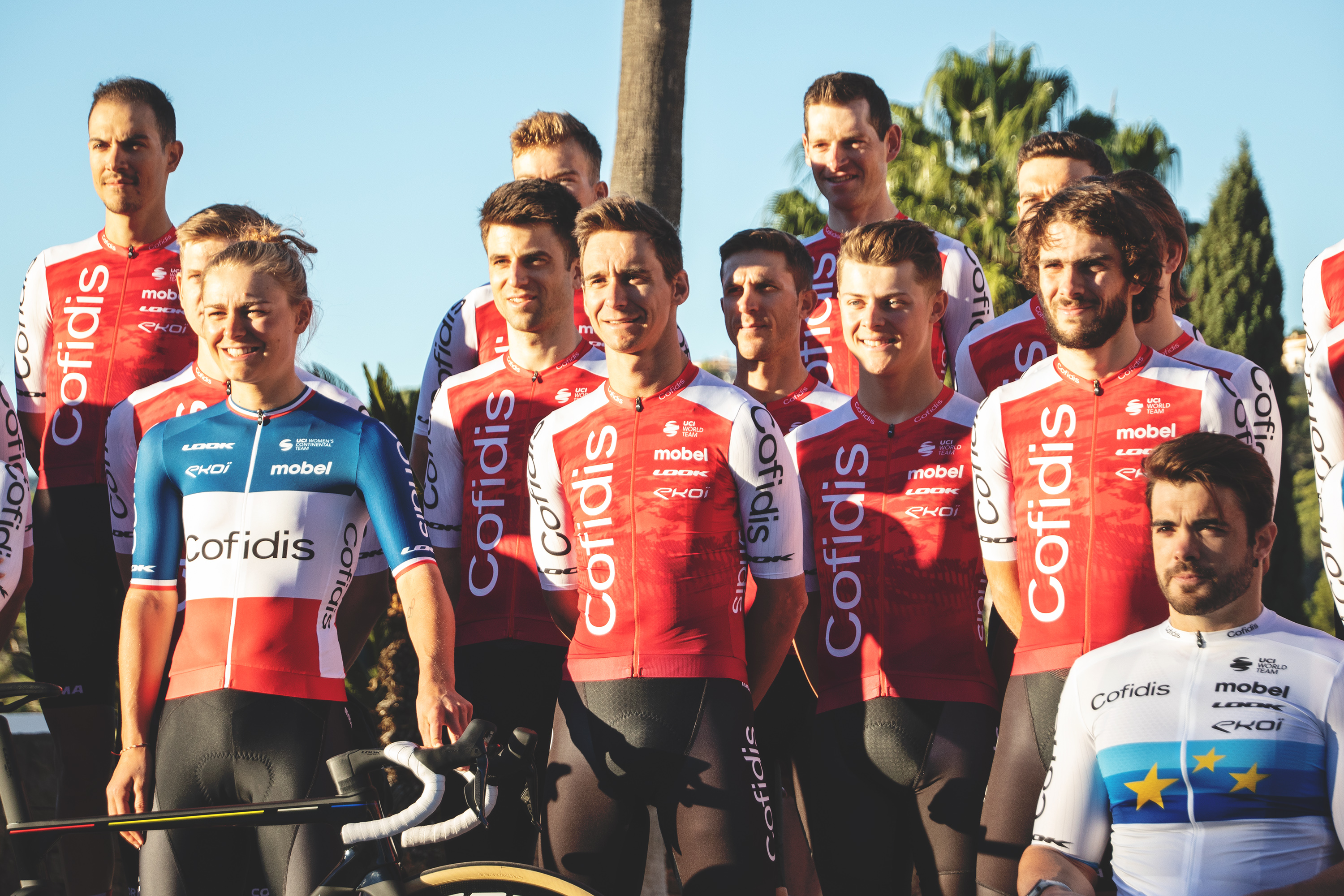
Equipaciones 2024 Cofidis Team - Mobel Sport

Bicicletas: Look
Ruedas: Corima
Llantas: Michelin
Grupo: Dura-Ace
Cascos: Ekoi
Equipaciones: Mobel Sport

## Colores
Originalmente, Cofidis utilizaba vestimenta roja, blanca y azul, reflejando los colores de la bandera de Francia. A partir de 2007, la camiseta es completamente roja con vivos blancos.

## Sede
El equipo tiene su sede en Bondues (Avenida H. Poincaré n.º 6).

## Clasificaciones UCI
La Unión Ciclista Internacional elaboraba el Ranking UCI de clasificación de los ciclistas y equipos profesionales.
Hasta el año 1998, la clasificación del equipo y de su ciclista más destacado fue la siguiente:
| Año  | Clasificación por equipos | Mejor corredor en la clasificación individual | Posición |
| 1997 | 22.º                      | Maurizio Fondriest                            | 107.º    |
| 1998 | 11.º                      | Francesco Casagrande                          | 16.º     |

A partir de 1999 y hasta 2004 la UCI estableció una clasificación por equipos divididos en tres categorías (primera, segunda y tercera). La clasificación del equipo fue la siguiente:
| Año  | Categoría | Clasificación por equipos | Mejor corredor en la clasificación individual | Posición |
| 1999 | Primera   | 16.º                      | Frank Vandenbroucke                           | 3.º      |
| 2000 | Primera   | 15.º                      | Jo Planckaert                                 | 71.º     |
| 2001 | Primera   | 7.º                       | David Millar                                  | 16.º     |
| 2002 | Primera   | 6.º                       | Jo Planckaert                                 | 30.º     |
| 2003 | Primera   | 7.º                       | David Millar                                  | 20.º     |
| 2004 | Primera   | 10.º                      | Stuart O'Grady                                | 8.º      |

A partir de 2005 la UCI instauró el circuito profesional de máxima categoría, el UCI ProTour, donde el equipo estuvo hasta el 2009. Las clasificaciones del equipo son las siguientes:
| Año  | Clasificación por equipos | Mejor corredor en la clasificación individual | Posición |
| 2005 | 11.º                      | David Moncoutié                               | 30.º     |
| 2006 | 12.º                      | Cristian Moreni                               | 30.º     |
| 2007 | 17.º                      | Maxime Monfort                                | 72.º     |
| 2008 | 16.º                      | Nick Nuyens                                   | 31.º     |

Tras discrepancias entre la UCI y las Grandes Vueltas, en 2009 se tuvo que refundar el UCI ProTour en una nueva estructura llamada UCI World Ranking, formada por carreras del UCI World Calendar; el equipo siguió siendo de categoría UCI ProTour durante el primer año de dicho ranking y a pesar de que en 2010 descendió a categoría Profesional Continental siguió estando en este ranking por estar adherido al pasaporte biológico.
| Año  | Clasificación por equipos | Mejor corredor en la clasificación individual | Posición |
| 2009 | 20.º                      | Rein Taaramäe                                 | 49.º     |
| 2010 | 20.º                      | Rein Taaramäe                                 | 45.º     |

A partir de 2005 la UCI instauró los Circuitos Continentales UCI, donde el equipo está desde que descendió a categoría Profesional Continental en el 2010, registrado dentro del UCI Europe Tour. Estando en las clasificaciones del UCI Europe Tour Ranking y UCI Africa Tour Ranking. Las clasificaciones del equipo y de su ciclista más destacado son las siguientes:
| Año                     | Clasificación por equipos | Mejor corredor en la clasificación individual | Posición |
| 2009-2010 (Africa Tour) | 4.º                       | Samuel Dumoulin                               | 24.º     |
| 2009-2010 (Europe Tour) | 4.º                       | Jens Keukeleire                               | 7.º      |
| 2010-2011 (Europe Tour) | 5.º                       | Tony Gallopin                                 | 14.º     |
| 2011-2012 (Europe Tour) | 7.º                       | Samuel Dumoulin                               | 7.º      |
| 2012-2013 (Africa Tour) | 11.º                      | Adrien Petit                                  | 54.º     |
| 2012-2013 (Europe Tour) | 11.º                      | Adrien Petit                                  | 60.º     |
| 2013-2014 (Europe Tour) | 3.º                       | Julien Simon                                  | 7.º      |
| 2013-2014 (Africa Tour) | 13.º                      | Egoitz García                                 | 29.º     |
| 2015 (America Tour)     | 29.º                      | Anthony Turgis                                | 77.º     |
| 2015 (Europe Tour)      | 2.º                       | Nacer Bouhanni                                | 1.º      |
| 2016 (Asia Tour)        | 80.º                      | Nacer Bouhanni                                | 384.º    |
| 2016 (Europe Tour)      | 3.º                       | Nacer Bouhanni                                | 8.º      |
| 2017 (Europe Tour)      | 2.º                       | Nacer Bouhanni                                | 1.º      |
| 2018 (Asia Tour)        | 29.º                      | Jesús Herrada                                 | 72.º     |
| 2018 (Europe Tour)      | 2.º                       | Hugo Hofstetter                               | 1.º      |
| 2019 (Europe Tour)      | 5.º                       | Jesús Herrada                                 | 44.º     |

### UCI World Ranking
La Unión Ciclista Internacional elaboraba el Ranking UCI de clasificación de los ciclistas y equipos profesionales.
| Año  | Clasificación por equipos | Mejor corredor     | Posición |
| 2020 | 19.º                      | Guillaume Martin   | 18.º     |
| 2021 | 15.º                      | Christophe Laporte | 41.º     |
| 2022 | 10.º                      | Guillaume Martin   | 35.º     |
| 2023 | 15.º                      | Guillaume Martin   | 36.º     |

## Palmarés
Para años anteriores, véase Palmarés del Cofidis

### Palmarés 2025

#### UCI WorldTour
| Fechas      | Carreras                             | Ganador       |
| 24 de enero | 4.ª etapa del Tour Down Under        | Bryan Coquard |
| 9 de abril  | 3.ª etapa de la Vuelta al País Vasco | Alex Aranburu |

#### UCI ProSeries
| Fechas        | Carreras                          | Ganador           |
| 16 de febrero | Clásica de Almería                | Milan Fretin      |
| 22 de febrero | 4.ª etapa de la Vuelta al Algarve | Milan Fretin      |
| 27 de julio   | 2.ª etapa del Tour de Valonia     | Oliver Knight     |
| 30 de julio   | 5.ª etapa del Tour de Valonia     | Clément Izquierdo |

#### Circuitos Continentales UCI
| Fechas       | Circuito             | Carreras                           | Ganador          |
| 2 de febrero | UCI Europe Tour 2025 | Gran Premio Ciclista La Marsellesa | Valentin Ferron  |
| 16 de abril  | UCI Europe Tour 2025 | Tour de Limburgo                   | Milan Fretin     |
| 20 de agosto | UCI Europe Tour 2025 | 2.ª etapa del Tour de Limousin     | Sylvain Moniquet |

#### Campeonatos nacionales
| Fechas | Carreras | Ganador |

## Plantilla
Para años anteriores, véase Plantillas del Cofidis

### Plantilla 2025
| Nombre                | Nacimiento | Nacionalidad | Equipo 2024                     |
| Piet Allegaert        | 20/01/1995 | Bélgica      | Cofidis                         |
| Stanisław Aniołkowski | 20/01/1997 | Polonia      | Cofidis                         |
| Alex Aranburu         | 19/09/1995 | España       | Movistar Team                   |
| Emanuel Buchmann      | 18/11/1992 | Alemania     | Red Bull-BORA-hansgrohe         |
| Simon Carr            | 29/08/1998 | Reino Unido  | EF Education-EasyPost           |
| Bryan Coquard         | 25/04/1992 | Francia      | Cofidis                         |
| Aimé De Gendt         | 17/06/1994 | Bélgica      | Cofidis                         |
| Nicolas Debeaumarché  | 24/02/1998 | Francia      | Cofidis                         |
| Valentin Ferron       | 08/02/1998 | Francia      | Team TotalEnergies              |
| Eddy Finé             | 20/11/1997 | Francia      | Cofidis                         |
| Milan Fretin          | 19/03/2001 | Bélgica      | Cofidis                         |
| Jesús Herrada         | 26/07/1990 | España       | Cofidis                         |
| Ion Izagirre          | 04/02/1989 | España       | Cofidis                         |
| Clément Izquierdo     | 16/02/2002 | Francia      | Neo (AVC Aix-en-Provence)       |
| Oliver Knight         | 25/01/2001 | Reino Unido  | Cofidis                         |
| Jonathan Lastra       | 03/06/1993 | España       | Cofidis                         |
| Jan Maas              | 19/02/1996 | Países Bajos | Team Jayco AlUla                |
| Nolann Mahoudo        | 17/11/2002 | Francia      | Cofidis                         |
| Sam Maisonobe         | 08/09/2003 | Francia      | Neo (Vendée U)                  |
| Jamie Meehan          | 06/09/2003 | Irlanda      | AVC Aix Provence Dole (2025)    |
| Sylvain Moniquet      | 14/01/1998 | Bélgica      | Lotto Dstny                     |
| Stefano Oldani        | 10/01/1998 | Italia       | Cofidis                         |
| Paul Ourselin         | 13/04/1994 | Francia      | Team TotalEnergies              |
| Anthony Perez         | 22/04/1991 | Francia      | Cofidis                         |
| Alexis Renard         | 01/06/1999 | Francia      | Cofidis                         |
| Ludovic Robeet        | 22/05/1994 | Bélgica      | Cofidis                         |
| Sergio Samitier       | 31/08/1995 | España       | Movistar Team                   |
| Dylan Teuns           | 01/03/1992 | Bélgica      | Israel-Premier Tech             |
| Benjamin Thomas       | 12/09/1995 | Francia      | Cofidis                         |
| Hugo Toumire          | 05/10/2001 | Francia      | Cofidis                         |
| Damien Touzé          | 07/07/1996 | Francia      | Decathlon AG2R La Mondiale Team |

1. ↑  Hasta el 27 de junio.
2. ↑  Desde el 15 de agosto.

Stagiaires

Desde el 1 de agosto, los siguientes corredores pasaron a formar parte del equipo como stagiaires (aprendices a prueba).
| Corredor     | Nacimiento | Nacionalidad | Equipo 2025           |
| ------------ | ---------- | ------------ | --------------------- |
| Tommaso Dati | 13/07/2002 | Italia       | Biesse Carrera Premac |
| Léandre Huck | 30/07/2000 | Francia      | Veloce Club Rouen 76  |
| Jamie Meehan | 06/09/2003 | Irlanda      | AVC Aix Provence Dole |

1. ↑  Hasta el 14 de agosto.